# Super League 2008-2009
La Super League 2008-2009 è stata la 112ª edizione della massima divisione svizzera. Ha avuto inizio il 18 luglio 2008 e si è conclusa il 29 maggio 2009. Le soste natalizie sono iniziate dopo il turno del 14 dicembre e si sono concluse prima di quello dell'8 febbraio 2009.
Per la terza volta in quattro anni lo Zurigo diventa campione di Svizzera sotto la guida di Bernard Challandes, portandosi a 13 affermazioni. A prendere il posto del Thun, retrocesso dopo essersi classificato al 10º posto nella stagione precedente, è il Vaduz che stabilisce due primati: la prima stagione nella Super League per la squadra granata del Liechtenstein e la prima volta che una squadra straniera gioca nel massimo campionato elvetico. Il Bellinzona, classificatosi al 2º posto in Challenge League, batte il San Gallo nello spareggio e dopo 18 anni ritorna in Super League.
Sono 8 i cantoni rappresentati più una nazione. Il cantone con più squadre è il Canton Zurigo (2 squadre), seguono poi con una squadra a testa i cantoni Ticino, Vallese, Neuchâtel, Basilea Città, Argovia e Lucerna, oltre allo stato del Liechtenstein.
Una sola la stracittadina in programma, quella di Zurigo.

## Squadre partecipanti
| Club            | Stagione | Città      | Stadio                           | Stagione precedente          |
| --------------- | -------- | ---------- | -------------------------------- | ---------------------------- |
| Aarau           | dettagli | Aarau      | Stadion Brügglifeld              | 5º posto in Super League     |
| Basilea         | dettagli | Basilea    | St. Jakob-Park                   | Campione di Svizzera         |
| Bellinzona      | dettagli | Bellinzona | Stadio comunale                  | 2º posto in Super League     |
| Grasshoppers    | dettagli | Zurigo     | Stadio Letzigrund                | 4º posto in Super League     |
| Lucerna         | dettagli | Lucerna    | Stadion Allmend                  | 6º posto in Super League     |
| Neuchâtel Xamax | dettagli | Neuchâtel  | La Maladière                     | 8º posto in Super League     |
| Sion            | dettagli | Sion       | Stade Tourbillon Stade de Genève | 7º posto in Super League     |
| Vaduz           | dettagli | Vaduz      | Rheinpark                        | 1º posto in Challenge League |
| Young Boys      | dettagli | Berna      | Stade de Suisse                  | 2º posto in Super League     |
| Zurigo          | dettagli | Zurigo     | Stadio Letzigrund                | 3º posto in Super League     |

## Allenatori e primatisti
| Squadra         | Allenatore | Giocatore più presente (tra parentesi il numero delle presenze) | Capocannoniere (tra parentesi il numero dei gol segnati) |
| --------------- | --- | --------------------------------------------------------------- | -------------------------------------------------------- |
| Aarau           | Ryszard Komornicki                                                                                                | Ivan Benito (36) Paulinho (36)                                  | Patrick Bengondo (8)                                     |
| Basilea         | Christian Gross                                                                                                   | Behrang Safari (34)                                             | Scott Chipperfield (12)                                  |
| Bellinzona      | Marco Schällibaum                                                                                                 | Alessandro Mangiarratti (33)                                    | Mauro Lustrinelli (13)                                   |
| Grasshoppers    | Hanspeter Latour                                                                                                  | Guillermo Vallori (35)                                          | Raúl Bobadilla (8) Gonzalo Zárate (8)                    |
| Lucerna         | Ciriaco Sforza (1ª-5ª) Jean-Daniel Gross (6ª) Roberto Morinini (7ª-12ª) Rolf Fringer (13ª-36ª)                    | David Zibung (35)                                               | Joetex Asamoah Frimpong (13)                             |
| Neuchatel Xamax | Néstor Clausen (1ª-18ª) Alain Geiger (19ª-36ª)                                                                    | Brown Ideye (33)                                                | Brown Ideye (9)                                          |
| Sion            | Uli Stielike (1ª-13ª) Christian Constantin (14ª-16ª, 18ª) Umberto Barberis (17ª, 19ª-27ª) Didier Tholot (28ª-36ª) | Olivier Monterrubio (35)                                        | Olivier Monterrubio (11)                                 |
| Vaduz           | Heinz Hermann (1ª-13ª) Pierre Littbarski (14ª-36ª)                                                                | Pascal Cerrone (32)                                             | Gaspar (6)                                               |
| Young Boys      | Martin Andermatt (1ª-3ª) Erminio Piserchia (4ª) Vladimir Petković (5ª-36ª)                                        | Marco Wölfli (35)                                               | Seydou Doumbia (20)                                      |
| Zurigo          | Bernard Challandes                                                                                                | Dušan Đurić (35) Onyekachi Okonkwo (35)                         | Almen Abdi (19)                                          |

## Classifica finale
|  | Pos. | Squadra         | Pt | G  | V  | N  | P  | GF | GS | DR  |
|  | ---- | --------------- | -- | -- | -- | -- | -- | -- | -- | --- |
|  | 1.   | Zurigo          | 79 | 36 | 24 | 7  | 5  | 80 | 36 | +44 |
|  | 2.   | Young Boys      | 73 | 36 | 22 | 7  | 7  | 85 | 46 | +39 |
|  | 3.   | Basilea         | 72 | 36 | 22 | 6  | 8  | 72 | 44 | +28 |
|  | 4.   | Grasshoppers    | 50 | 36 | 12 | 14 | 10 | 57 | 48 | +9  |
|  | 5.   | Aarau           | 44 | 36 | 11 | 11 | 14 | 35 | 51 | -16 |
|  | 6.   | Bellinzona      | 43 | 36 | 11 | 10 | 15 | 44 | 51 | -7  |
|  | 7.   | Neuchâtel Xamax | 40 | 36 | 10 | 10 | 16 | 50 | 57 | -7  |
|  | 8.   | Sion            | 37 | 36 | 9  | 10 | 17 | 44 | 60 | -16 |
|  | 9.   | Lucerna         | 35 | 34 | 9  | 8  | 19 | 45 | 62 | -17 |
|  | 10.  | Vaduz           | 22 | 36 | 5  | 7  | 24 | 28 | 85 | -57 |

Legenda:
      Campione di Svizzera e ammessa alla UEFA Champions League 2009-2010.
      Ammessa alla UEFA Europa League 2009-2010.
 Disputa lo spareggio salvezza-promozione.
      Retrocessa in Challenge League 2009-2010.
Regolamento:
Tre punti a vittoria, uno a pareggio, zero a sconfitta.
In caso di arrivo di due o più squadre a pari punti, la graduatoria finale verrà stilata secondo la classifica avulsa tra le squadre interessate che prevede, in ordine, i seguenti criteri:
- Punti negli scontri diretti
- Differenza reti negli scontri diretti
- Differenza reti generale
- Reti realizzate in generale
- Sorteggio

## Risultati

### Prima fase
|                 | AAR  | BAS  | BEL  | GRA  | LUC  | NEU  | SIO  | VAD  | YOU  | ZUR  |
| --------------- | ---- | ---- | ---- | ---- | ---- | ---- | ---- | ---- | ---- | ---- |
| Aarau           | –––– | 0-2  | 0-1  | 1-0  | 1-0  | 2-1  | 3-1  | 4-0  | 1-1  | 2-1  |
| Basilea         | 3-1  | –––– | 2-0  | 1-0  | 2-0  | 4-3  | 3-0  | 4-0  | 1-2  | 1-1  |
| Bellinzona      | 1-1  | 2-3  | –––– | 1-1  | 2-2  | 1-2  | 2-1  | 1-0  | 1-2  | 0-3  |
| Grasshoppers    | 0-0  | 1-1  | 3-1  | –––– | 4-2  | 1-0  | 3-1  | 3-0  | 0-1  | 2-2  |
| Lucerna         | 3-0  | 5-1  | 1-0  | 0-3  | –––– | 0-1  | 1-1  | 1-2  | 0-3  | 0-3  |
| Neuchatel Xamax | 0-0  | 2-0  | 3-3  | 1-1  | 1-0  | –––– | 3-3  | 2-2  | 2-3  | 1-2  |
| Sion            | 1-1  | 2-0  | 0-2  | 0-0  | 1-1  | 0-0  | –––– | 3-1  | 2-1  | 1-3  |
| Vaduz           | 0-2  | 0-2  | 0-0  | 1-1  | 1-0  | 1-0  | 1-2  | –––– | 0-0  | 1-7  |
| Young Boys      | 3-3  | 1-2  | 3-0  | 1-3  | 6-1  | 2-1  | 5-0  | 0-0  | –––– | 2-2  |
| Zurigo          | 4-0  | 1-4  | 3-0  | 2-1  | 1-0  | 3-0  | 1-0  | 1-0  | 2-1  | –––– |

### Seconda fase
|                 | AAR  | BAS  | BEL  | GRA  | LUC  | NEU  | SIO  | VAD  | YOU  | ZUR  |
| --------------- | ---- | ---- | ---- | ---- | ---- | ---- | ---- | ---- | ---- | ---- |
| Aarau           | –––– | 3-1  | 0-0  | 0-3  | 0-0  | 0-0  | 1-0  | 2-0  | 0-1  | 0-3  |
| Basilea         | 3-1  | –––– | 1-1  | 0-0  | 2-0  | 3-0  | 2-2  | 5-0  | 0-3  | 2-1  |
| Bellinzona      | 1-2  | 1-1  | –––– | 6-2  | 2-0  | 2-0  | 1-0  | 3-1  | 2-1  | 0-1  |
| Grasshoppers    | 1-1  | 4-1  | 1-3  | –––– | 1-0  | 1-1  | 0-2  | 2-0  | 3-3  | 2-2  |
| Lucerna         | 4-0  | 1-2  | 4-2  | 1-1  | –––– | 2-1  | 1-0  | 3-1  | 2-3  | 1-3  |
| Neuchatel Xamax | 3-1  | 2-3  | 1-0  | 4-1  | 3-3  | –––– | 3-2  | 3-1  | 2-3  | 0-1  |
| Sion            | 2-0  | 0-4  | 2-2  | 1-4  | 1-1  | 1-0  | –––– | 2-1  | 2-3  | 0-1  |
| Vaduz           | 1-1  | 0-1  | 1-0  | 2-2  | 1-2  | 2-4  | 1-5  | –––– | 3-1  | 3-5  |
| Young Boys      | 4-0  | 3-2  | 3-0  | 3-1  | 5-2  | 0-0  | 2-1  | 6-0  | –––– | 4-2  |
| Zurigo          | 2-1  | 1-3  | 0-0  | 2-1  | 1-1  | 3-0  | 2-2  | 5-0  | 3-0  | –––– |

## Spareggio promozione-retrocessione
Allo spareggio sono ammesse la nona classificata in Super League e la seconda classificata in Challenge League.
|         | Risultati |         | Luogo e data            |
| ------- | --------- | ------- | ----------------------- |
| Lugano  | 1 - 0     | Lucerna | Lugano, 10 giugno 2009  |
| Lucerna | 5 - 0     | Lugano  | Lucerna, 13 giugno 2009 |
|         |           |         |                         |

## Statistiche

### Squadre

#### Capoliste solitarie
|    | —— | —— | ——    | ——    | ——      | ——      | ——      | ——      | ——      | ——  | ——  | ——      | ——      | ——      | ——     | ——     | ——     | ——     | ——     | ——     | ——     | ——     | ——     | ——     | ——     | ——     | ——      | ——     | ——     | ——     | ——     | ——     | ——     | ——     | ——     | —— |  |
|    |    |    | Aarau | Aarau | Basilea | Basilea | Basilea | Basilea | Basilea |     |     | Basilea | Basilea | Basilea | Zurigo | Zurigo | Zurigo | Zurigo | Zurigo | Zurigo | Zurigo | Zurigo | Zurigo | Basil. | Zurigo | Zurigo | Basilea | Zurigo | Zurigo | Zurigo | Zurigo | Zurigo | Zurigo | Zurigo | Zurigo |    |  |
|    |    |    |       |       |         |         |         |         |         |     |     |         |         |         |        |        |        |        |        |        |        |        |        |        |        |        |         |        |        |        |        |        |        |        |        |    |  |
|    |    |    |       |       |         |         |         |         |         |     |     |         |         |         |        |        |        |        |        |        |        |        |        |        |        |        |         |        |        |        |        |        |        |        |        |    |  |
| 1ª | 2ª | 3ª | 4ª    | 5ª    | 6ª      | 7ª      | 8ª      | 9ª      | 10ª     | 11ª | 12ª | 13ª     | 14ª     | 15ª     | 16ª    | 17ª    | 18ª    | 19ª    | 20ª    | 21ª    | 22ª    | 23ª    | 24ª    | 25ª    | 26ª    | 27ª    | 28ª     | 29ª    | 30ª    | 31ª    | 32ª    | 33ª    | 34ª    | 35ª    | 36ª    |    |  |

#### Classifica in divenire
|                 | 1ª | 2ª | 3ª | 4ª | 5ª | 6ª | 7ª | 8ª | 9ª | 10ª | 11ª | 12ª | 13ª | 14ª | 15ª | 16ª | 17ª | 18ª | 19ª | 20ª | 21ª | 22ª | 23ª | 24ª | 25ª | 26ª | 27ª | 28ª | 29ª | 30ª | 31ª | 32ª | 33ª | 34ª | 35ª | 36ª |
| --------------- | -- | -- | -- | -- | -- | -- | -- | -- | -- | --- | --- | --- | --- | --- | --- | --- | --- | --- | --- | --- | --- | --- | --- | --- | --- | --- | --- | --- | --- | --- | --- | --- | --- | --- | --- | --- |
| Bellinzona      | 0  | 0  | 0  | 1  | 4  | 5  | 6  | 6  | 6  | 7   | 8   | 8   | 8   | 11  | 14  | 17  | 17  | 17  | 20  | 21  | 21  | 24  | 24  | 27  | 27  | 28  | 29  | 29  | 30  | 33  | 36  | 39  | 39  | 42  | 42  | 43  |
| Young Boys      | 0  | 0  | 1  | 1  | 4  | 7  | 8  | 8  | 11 | 14  | 17  | 18  | 19  | 22  | 25  | 26  | 29  | 32  | 35  | 38  | 41  | 44  | 47  | 47  | 50  | 53  | 54  | 57  | 58  | 58  | 61  | 61  | 64  | 67  | 70  | 73  |
| Aarau           | 3  | 6  | 9  | 10 | 13 | 14 | 15 | 15 | 16 | 17  | 20  | 20  | 23  | 23  | 23  | 24  | 24  | 27  | 28  | 29  | 29  | 29  | 29  | 30  | 33  | 33  | 34  | 37  | 37  | 37  | 37  | 40  | 41  | 41  | 41  | 44  |
| Basilea         | 3  | 6  | 9  | 9  | 12 | 15 | 18 | 21 | 24 | 24  | 25  | 28  | 31  | 34  | 35  | 35  | 38  | 38  | 38  | 39  | 42  | 45  | 48  | 51  | 54  | 55  | 58  | 61  | 62  | 65  | 66  | 66  | 69  | 72  | 72  | 72  |
| Lucerna         | 0  | 0  | 0  | 1  | 1  | 1  | 1  | 2  | 2  | 2   | 2   | 2   | 5   | 8   | 8   | 8   | 9   | 12  | 13  | 13  | 13  | 13  | 13  | 14  | 17  | 18  | 21  | 24  | 27  | 27  | 30  | 31  | 31  | 32  | 32  | 35  |
| Sion            | 0  | 3  | 3  | 6  | 6  | 9  | 9  | 10 | 11 | 12  | 12  | 13  | 13  | 13  | 16  | 16  | 17  | 18  | 18  | 21  | 21  | 21  | 24  | 24  | 24  | 25  | 25  | 26  | 26  | 29  | 30  | 30  | 30  | 33  | 36  | 37  |
| Vaduz           | 3  | 3  | 4  | 5  | 5  | 5  | 6  | 7  | 7  | 10  | 10  | 11  | 11  | 11  | 11  | 11  | 14  | 14  | 15  | 15  | 18  | 18  | 18  | 21  | 21  | 22  | 22  | 22  | 22  | 22  | 22  | 22  | 22  | 22  | 22  | 22  |
| Zurigo          | 3  | 6  | 6  | 9  | 10 | 10 | 13 | 16 | 19 | 22  | 25  | 28  | 29  | 32  | 33  | 36  | 39  | 42  | 43  | 44  | 44  | 47  | 50  | 53  | 53  | 56  | 59  | 60  | 63  | 66  | 69  | 70  | 73  | 73  | 76  | 79  |
| Grasshoppers    | 3  | 3  | 6  | 7  | 8  | 9  | 12 | 15 | 16 | 17  | 18  | 19  | 22  | 22  | 25  | 28  | 28  | 28  | 29  | 30  | 33  | 36  | 36  | 36  | 37  | 38  | 39  | 39  | 42  | 42  | 42  | 45  | 46  | 47  | 50  | 50  |
| Neuchatel Xamax | 0  | 3  | 6  | 7  | 7  | 8  | 8  | 9  | 10 | 10  | 11  | 14  | 14  | 14  | 14  | 17  | 17  | 18  | 19  | 20  | 23  | 23  | 26  | 26  | 27  | 27  | 27  | 27  | 28  | 31  | 31  | 34  | 37  | 37  | 40  | 40  |

#### Classifiche di rendimento

##### Rendimento andata-ritorno
| Andata          | Andata | Ritorno         | Ritorno |
|                 |        |                 |         |
| Zurigo          | 42     | Young Boys      | 41      |
| Basilea         | 38     | Zurigo          | 37      |
| Young Boys      | 32     | Basilea         | 34      |
| Grasshoppers    | 28     | Bellinzona      | 26      |
| Aarau           | 27     | Lucerna         | 23      |
| Neuchatel Xamax | 18     | Grasshoppers    | 22      |
| Sion            | 18     | Neuchatel Xamax | 22      |
| Bellinzona      | 17     | Sion            | 19      |
| Vaduz           | 14     | Aarau           | 17      |
| Lucerna         | 12     | Vaduz           | 8       |

##### Rendimento casa-trasferta
| Casa            | Casa | Trasferta       | Trasferta |
|                 |      |                 |           |
| Zurigo          | 42   | Zurigo          | 37        |
| Young Boys      | 40   | Young Boys      | 33        |
| Basilea         | 40   | Basilea         | 32        |
| Grasshoppers    | 31   | Grasshoppers    | 19        |
| Aarau           | 31   | Bellinzona      | 15        |
| Bellinzona      | 28   | Sion            | 13        |
| Neuchatel Xamax | 27   | Neuchatel Xamax | 13        |
| Lucerna         | 26   | Aarau           | 13        |
| Sion            | 24   | Lucerna         | 9         |
| Vaduz           | 17   | Vaduz           | 5         |

#### Primati stagionali
Squadre

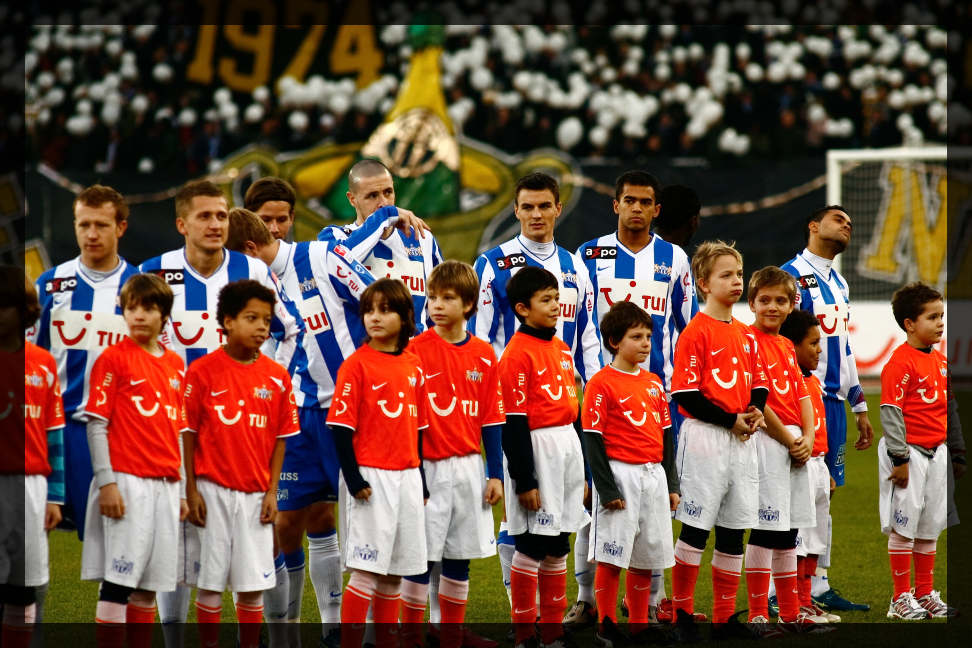
Fase iniziale di Zurigo-Vaduz

- Maggior numero di vittorie: Zurigo (24)
- Maggior numero di pareggi: Grasshoppers (14)
- Maggior numero di sconfitte: Vaduz (24)
- Minor numero di vittorie: Vaduz (5)
- Minor numero di pareggi: Basilea (6)
- Minor numero di sconfitte: Zurigo (5)
- Miglior attacco: Young Boys (85 gol fatti)
- Peggior attacco: Vaduz (28 gol fatti)
- Miglior difesa: Zurigo (36 gol subiti)
- Peggior difesa: Vaduz (85 gol subiti)
- Miglior differenza reti: Zurigo (+44)
- Peggior differenza reti: Vaduz (-57)
- Miglior serie positiva: Young Boys (15, 9ª-23ª)
- Peggior serie negativa: Vaduz (10, 27ª-36ª)
- Maggior numero di vittorie consecutive: Young Boys (7, 17ª-23ª)

Partite
- Più gol (8):

Vaduz-Zurigo 3-5, 12 maggio 2009
Vaduz-Zurigo 1-7, 14 settembre 2008
Bellinzona-Grasshoppers 6-2, 15 marzo 2009
- Maggior scarto di gol (6): Young Boys-Vaduz 6-0
- Maggior numero di reti in una giornata: 23 gol nella 7ª giornata, 23 gol nella 35ª giornata
- Minor numero di reti in una giornata: 8 gol nella 29ª giornata, 8 gol nella 20ª giornata
- Maggior numero di espulsioni in una giornata: 4 in 14ª giornata, 16ª giornata

### Individuali

#### Classifica marcatori
| Gol | Rigori |  | Giocatore               | Squadra             |
| --- | ------ |  | ----------------------- | ------------------- |
| 20  | 1      |  | Seydou Doumbia          | Young Boys          |
| 19  | 6      |  | Almen Abdi              | Zurigo              |
| 17  | 0      |  | Éric Hassli             | Zurigo              |
| 13  | 0      |  | Alexandre Alphonse      | Zurigo              |
| 13  | 0      |  | Joetex Asamoah Frimpong | Young Boys, Lucerna |
| 13  | 2      |  | Mauro Lustrinelli       | Bellinzona          |
| 12  | 0      |  | Scott Chipperfield      | Basilea             |
| 11  | 2      |  | Olivier Monterrubio     | Sion                |
| 11  | 0      |  | Paiva                   | Lucerna             |
| 10  | 3      |  | Benjamin Huggel         | Basilea             |
| 10  | 6      |  | Mario Raimondi          | Young Boys          |
| 9   | 0      |  | Eren Derdiyok           | Basilea             |
| 9   | 0      |  | Dušan Đurić             | Zurigo              |
| 9   | 0      |  | Brown Ideye             | Neuchatel Xamax     |
| 9   | 0      |  | Marco Schneuwly         | Young Boys          |

#### Media spettatori
| Club            | Pos. | Media  | Totale  | Abbonamenti |
| --------------- | ---- | ------ | ------- | ----------- |
| Basilea         | 1    | 21 044 | 378 791 |             |
| Young Boys      | 2    | 17 985 | 323 728 |             |
| Zurigo          | 3    | 9 796  | 176 333 |             |
| Sion            | 4    | 9 383  | 168 900 |             |
| Lucerna         | 5    | 8 074  | 145 337 |             |
| Grasshoppers    | 6    | 6 497  | 116 949 |             |
| Aarau           | 7    | 5 583  | 100 500 |             |
| Neuchatel Xamax | 8    | 5 086  | 91 556  |             |
| Bellinzona      | 9    | 4 012  | 72 210  |             |
| Vaduz           | 10   | 2 177  | 39 185  |             |

#### Arbitri
- Massimo Busacca (21)
- Carlo Bertolini (18)
- Claudio Circhetta (16)
- René Rogalla (15)
- Stéphan Studer (15)
- Sascha Kever (14)
- Jérôme Laperrière (14)
- Bruno Grossen (13)
- Daniel Wermelinger (13)

- Nikolaj Hänni (11)
- Cyril Zimmermann (11)
- Alain Bieri (8)
- Nicole Petignat (4)
- Patrick Graf (3)
- Stefan Meßner (2)
- Thomas Gangl (1)
- Fritz Stuchlik (1)